# Katarija
Katarija – wieś w Słowenii, w gminie Moravče. W 2018 roku liczyła 56 mieszkańców.